# دیلن تیچنر
دیلن تیچنر (انگلیسی: Dylan Tichenor؛ زادهٔ ژوئن ۱۹۶۸) تدوین‌گر اهل ایالات متحده آمریکا است.

## بخشی از فیلمشناسی
- بازیگر (فیلم ۱۹۹۲) (۱۹۹۲) (apprentice editor)
- برش‌های کوتاه (۱۹۹۳) (assistant editor)
- آماده پوشیدن (۱۹۹۴) (assistant editor)
- خانم پارکر و محفل شرور (1994) (associate editor)
- برد دشوار (۱۹۹۶) (post-production coordinator)
- شب‌های عیاشی (۱۹۹۷)
- جارو جنجال (۱۹۹۸)
- مگنولیا (۱۹۹۹) (همچینین دستیار تهیه‌کننده)
- نشکن (۲۰۰۰)
- خانواده اشرافی تننبام (۲۰۰۱)
- مایک فیگیس (۲۰۰۳)
- سرگذشت ناگوار، داستان‌های لمونی اسنیکت (۲۰۰۴) (additional editor)
- کوهستان بروکبک (۲۰۰۵) (به هرماه Geraldine Peroni, که به هنگام تولید فیلم درگذشت)
- خون به پا خواهد شد (۲۰۰۷)
- قتل جسی جیمز به‌دست رابرت فورد بزدل (۲۰۰۷)
- تردید (۲۰۰۸)
- درو بریمور)۲۰۰۹)
- شهر)۲۰۱۰)
- سی دقیقه پس از نیمه‌شب (۲۰۱۲) (به همراه ویلیام گلدنبرگ)
- کودک ۴۴ (۲۰۱۴)

## جوایز و نامزدی‌ها

### جایزه اسکار
- خون به پا خواهد شد (۲۰۰۷) (هشتادمین دوره جوایز اسکار), نامزدی
- سی دقیقه پس از نیمه‌شب (۲۰۱۲) (هشتاد و پنجمین دوره جوایز اسکار]]), نامزدی

### Eddie Awards
- خانواده اشرافی تننبام (۲۰۰۱), نامزدی
- کوهستان بروکبک (۲۰۰۵), نامزدی
- خون به پا خواهد شد (۲۰۰۷), نامزدی

### جوایز فیلم بفتا
- کوهستان بروکبک (۲۰۰۵) (پنجاه و نهمین دوره جوایز بفتا), نامزدی

### جایزه موزیک ویدئوی ام‌تی‌وی
- Save Me اثر ایمی من (۲۰۰۰) (نماهنگ), برنده

### Online Film Critics Society Awards
- خون به پا خواهد شد (۲۰۰۷), نامزدی

### جایزه ستلایت
- شب‌های عیاشی (۱۹۹۸), نامزدی
- سرگذشت ناگوار، داستان‌های لمونی اسنیکت (۲۰۰۵), نامزدی
- کوهستان بروکبک (۲۰۰۵), برنده